# Faverolles-en-Berry
Faverolles-en-Berry, in precedenza Faverolles, è un comune francese di 348 abitanti situato nel dipartimento dell'Indre nella regione del Centro-Valle della Loira.

## Società

### Evoluzione demografica
Abitanti censiti